# Kalle Anka på Gröna Lund
Kalle Anka på Gröna Lund (engelska: Straight Shooters) är en amerikansk animerad kortfilm med Kalle Anka från 1947.

## Handling
Kalle Anka tar hand om en skjutbana på ett nöjesfält. När Knattarna kommer förbi spelar han dem ett spratt, något som gör dem arga. De bestämmer sig för att försöka ge igen på Kalle.

## Om filmen
Filmen hade svensk premiär den 20 oktober 1947 på biografen Spegeln i Stockholm.

## Rollista
- Clarence Nash – Kalle Anka, Knatte, Fnatte och Tjatte[6]